# Campionati italiani di ciclismo su strada 2020
I Campionati italiani di ciclismo su strada 2020 si sono svolti in Veneto, dal 21 al 23 agosto ed il 31 ottobre 2020.

## Le gare
Donne Elite
21 agosto, Bassano del Grappa / Cittadella Cronometro – 34,7 km
31 ottobre, Breganze - In linea - 118,5 km
Professionisti
21 agosto, Bassano del Grappa / Cittadella – Cronometro – 38,8 km
23 agosto, Bassano del Grappa / Cittadella – In linea – 253,7 km

## Risultati
| Eventi                 | Oro                  | Tempo                      | Argento              | Tempo | Bronzo            | Tempo   |
| Professionisti         |                      |                            |                      |       |                   |         |
| Gara in linea dettagli | Giacomo Nizzolo      | 5h48'37" Media 37,790 km/h | Davide Ballerini     | s.t.  | Sonny Colbrelli   | s.t.    |
| Cronometro dettagli    | Filippo Ganna        | 45'00" Media 51,733 km/h   | Alessandro De Marchi | a 50" | Edoardo Affini    | a 1'31" |
| Donne Elite            |                      |                            |                      |       |                   |         |
| Gara in linea dettagli | Elisa Longo Borghini | 3h09'17"                   | Katia Ragusa         | a 54" | Marta Cavalli     | s.t.    |
| Cronometro dettagli    | Elisa Longo Borghini | 44'59" Media 46,951 km/h   | Vittoria Bussi       | a 10" | Vittoria Guazzini | a 39"   |